# Правильное использование презерватива
«Правильное использование презерватива» (англ. Proper Condom Use) — эпизод 507 (№ 72) сериала «Южный Парк», премьера которого состоялась 1 августа 2001 года.

## Сюжет
Эрик Картман прибегает к Стэну и Кайлу и зовёт их к дому Кенни. Повторяя фразу «Красный пистон!», он мастурбирует половой член собаки Кенни и доводит до эякуляции, или, как он говорит, «доит собаку».
Стэн дома демонстрирует технику на своей собственной собаке перед родителями и их друзьями. Родители в ужасе наказывают его на 10 месяцев. Стэн не может понять, почему он наказан, поскольку его родители слишком смущены, чтобы объяснить ему о сексуальном воспитании. Родители решают, что школа должна давать сексуальное воспитание в младшем возрасте.
Мистер Мэки пытается прочитать мальчикам четвёртого класса лекцию о мужской анатомии и механике половых отношений. Имевший секс 21 год назад, когда ему было 19 лет, мистер Мэки ничего не может толком объяснить. В то же время Мисс Заглотник говорит девочкам, что они заболеют СПИДом, и умрут, если мальчики не будут носить презервативы, однако, не говоря им, что презервативы надо надевать только в случае занятия сексом. Девочки поначалу проявляли любопытство, но после урока становятся сильно испуганными.
Мальчики, не поняв ничего от мистера Мэки, решают спросить девочек, что они изучили. Девочки убегают, и требуют от мальчиков до начала разговора надеть презервативы. Испуганные мальчики идут в аптеку за презервативами.
Получая известие от фармацевта, что было куплено большое количество презервативов, школьный совет полагает, что это происходит из-за учеников, которые сексуально активны. В результате чего мисс Заглотник говорит, что они должны начать сексуальное воспитание учеников ещё в детском саду, хотя Шеф потрясён и возмущён этим решением. Мистеру Гаррисону поручают воспитательную работу об использовании презерватива, но он ввергает детсадовцев в глубокий шок после того как надевает презерватив ртом.
Мисс Заглотник преподаёт девочкам лекции о беременности, которая пугает их даже больше чем прежняя лекция (когда она показывает им видео рожающей женщины). Тем временем мальчики покупают презервативы и начинают носить их постоянно, но после того, как Картман пытается снять его в во время урока, мистер Мэки говорит им, что они должны надевать презерватив только во время секса. Рассерженные на девочек мальчики (потому что те ввели их в заблуждение) решают избавиться от девочек. Те в свою очередь строят массивный форт, чтобы не пустить мальчиков (пародия на фильм «Воин дороги»).
Готовя план урока, мисс Заглотник и мистер Мэки возбуждаются от беседы, и признаются, что сексуально фантазируют друг о друге. Они раздеваются и между ними случается секс.
Сражение между девочками и мальчиками приводит к нескольким жертвам (включая Кенни), и родители думают, что во всем виноваты дети. Но мисс Заглотник берёт полную ответственность за конфликт и приносит извинения девочкам за дезинформацию.
Шеф, однако, заявляет, что это не госпожа мисс Заглотник, а родители виноваты, объясняя, что секс — эмоциональная тема и должна преподаваться родителями, так как человек, который преподаёт им сексуальное образование в школе, возможно, не достаточно знает предмет, чтобы преподавать это (мистер Мэки), или может иметь плохое мнение относительно этого (мисс Заглотник), или может просто быть полным извращенцем (мистер Гаррисон). Он добавляет, что сексуальные уроки начали преподаваться всё младшим и младшим детям, и всё это привело к конфронтации. Дети поняли, что они не должны волноваться о болезни в течение по крайней мере восьми лет, особенно Стэн и Венди.

## Смерть Кенни
Кенни погибает от бумеранга, брошенного Бебе, в самом начале осады мальчиками крепости девочек. Реакции от Стэна и Кайла не следует, только Картман говорит «Вот сука!», а в дальнейшем о погибшем все забывают, хотя он несколько раз мелькает на заднем плане.

## Пародии
- Финальная сцена битвы (включая смерть Кенни) дословно цитирует фильм «Безумный Макс 2: Воин дороги», главную роль в котором сыграл Мел Гибсон, кумир Картмана. Также Мел Гибсон изображён на фото, когда мистер Мэки и мисс Заглотник рассматривают книгу по анатомии
- Сюжет с противостоянием мальчиков и девочек — пародия на фильм «Смертельный вирус», в котором из-за фатальности любого полового контакта развязалась война между мужским и женским кланами.

## Неточности
- Мистер Мэки, стесняясь говорит детям, что последний секс у него был в 19 лет, хотя в серии «Пиписька Айка» он совершенно спокойно лежит голый в постели с девушкой-хиппи, явно после занятия с ней сексом. А в серии «Кое-что, что можно сделать пальцем» можно увидеть кусочек записи, на которой мистер Мэки занимается садомазохистскими вещами с мамой Картмана.
- В сцене секса с мисс Заглотник, мистер Мэки раздевается и снимает свой галстук. По идее его голова должна сдуться и стать нормальных размеров, как это было в том же эпизоде. Здесь же это не происходит.

## Реакция
Исследование Советом Телевидения Родителей по насилию, сексуальному содержанию, и профанации на кабельном телевидении кратко упомянуло многократные сцены в этом эпизоде.

## Оценки и цензура
В Австралии этот эпизод получил оценку MA (подобный TV-MA, оценивающей по американскому телевидению) в противоположность обычному М (подобный TV-M, оценивающей по американскому телевидению), из-за его сексуального содержания всюду по эпизоду и графическому насилию около конца эпизода (сцена, где мальчики нападают на девочек в крепости). Из-за его содержания, этот эпизод, также транслировался в 9:00 ночью вместо обычного 8:30. Однако, британский спутниковый канал Sky One запретил этот эпизод из-за его сексуального содержания (несмотря на трейлер со сценами от эпизода). Британский Channel 4, однако, показал его необрезанным. Paramount Comedy 1 также показала этот эпизод. MTV Великобритания также показал этот необрезанный эпизод.
Согласно комментарию DVD, цензоры Comedy Central сказали Паркеру и Стоуну сократить часть, где мистер Гаррисон демонстрирует, как надеть презерватив при использовании его рта с презервативом вокруг губ, используемого в уроке. Однако, они проигнорировали Comedy Central и поместили её в эпизод так или иначе (хотя сцена сократилась когда дети, смотрели в шоке на то, что Гаррисон делает за кадром).